# Услада
Услада — станция (населённый пункт) в Ставропольском районе Самарской области. 
Станция (населённый пункт) административно входит в сельское поселение Большая Рязань.

## География
Станция (населённый пункт) находится на территории Самарской Луки, на ветке Куйбышевской железной дороги между разъездом Рязанский и недействующим остановочным пунктом 60 км. Ближайший населенный пункт — село Большая Рязань. Около разъезда проходит автомобильная трасса М5.

## Население
| 2010 |
| ---- |
| 15   |